# Nāḩiyat Markaz Ālbū Kamāl
Nāḩiyat Markaz Ālbū Kamāl (arabiska: ناحية مركز البو كمال) är ett subdistrikt i Syrien.   Det ligger i provinsen Dayr az-Zawr, i den östra delen av landet, 400 km öster om huvudstaden Damaskus.
Trakten runt Nāḩiyat Markaz Ālbū Kamāl är ofruktbar med lite eller ingen växtlighet. Runt Nāḩiyat Markaz Ālbū Kamāl är det ganska glesbefolkat, med 29 invånare per kvadratkilometer.